# Chiropterotriton lavae
Chiropterotriton lavae är en groddjursart som först beskrevs av Taylor 1942.  Chiropterotriton lavae ingår i släktet Chiropterotriton och familjen lunglösa salamandrar. IUCN kategoriserar arten globalt som akut hotad. Inga underarter finns listade i Catalogue of Life.